# Apamea sordens
Espèce
Apamea sordens, la Noctuelle basilaire, Noctuelle du blé, Noctuelle du chiendent, est une espèce d'insectes lépidoptères de la famille des Noctuidae, originaire de la zone paléarctique.
C'est un insecte ravageur des cultures de céréales dont les chenilles attaquent les cultures de blé, orge, seigle et avoine principalement.

## Description
Son envergure est de 40 mm.

## Répartition
Cette espèce se rencontre en Europe occidentale et orientale, ainsi qu'en Asie centrale, en Mongolie, en Chine occidentale, en Corée et au Japon. On la rencontre également en Amérique du Nord.
Elle est probablement commune dans toute la France et notamment dans le Nord-Pas-de-Calais où elle a été recensée en 1924.

## Synonymie
Avec INPN (27 août 2014) :
- Noctua basilinea Denis & Schiffermüller, 1775